# Bo Carter
Bo Carter, geboren als Armenter Chatmon (Bolton (Mississippi), 21 maart 1893 – Memphis (Tennessee), 21 september 1964), was een Amerikaanse bluesgitarist. Hij was lid van The Mississippi Sheiks in concerten en op enkele van hun opnamen. Hij leidde ook de groep met zijn broers Lonnie Chatmon op viool, soms Sam Chatmon op bas en hun vriend Walter Vinson op gitaar en zang. Hij was ook solo succesvol. Tussen 1928 en 1940 nam hij meer dan 100 nummers op onder zijn eigen naam.

## Biografie
Sinds de jaren 1960 is Carter vooral bekend geworden door zijn schunnige liedjes, zoals Let Me Roll Your Lemon, Banana in Your Fruit Basket, Pin in Your Cushion, Your Biscuits Are Big Enough for Me, Please Warm My Wiener en My Pencil Will not Write No More. Daarnaast behoorden ook mainstream-blues tot zijn repertoire. Zijn productie was echter niet beperkt tot vuile blues. In 1928 nam hij de oorspronkelijke versie op van Corrine, Corrina, die later een hit werd voor Big Joe Turner en een bluesstandard is geworden in verschillende muziekgenres.
Carter en zijn broers (waaronder de pianist Harry Chatmon, die ook opnamen maakte) leerden eerst muziek van hun vader, de violist Henderson Chatmon, een voormalige slaaf, in hun huis op een plantage tussen Bolton en Edwards, Mississippi. Hun moeder, Eliza, zong en speelde ook gitaar.
Carter maakte zijn opnamedebuut in 1928, met de steun van Alec Johnson, en nam al snel op als solomuzikant. Hij werd een van de dominante bluesacts uit de jaren 1930 met 110 opnamen. Hij speelde ook met en leidde de familiegroep de Mississippi Sheiks en verschillende andere acts in het gebied. Hij en de Sheiks traden vaak op voor blanken, waarbij ze de pophits van de dag speelden en op blanken georiënteerde dansmuziek, maar ook voor zwarten, met een meer bluesachtig repertoire.
Carter werd in de jaren 1930 gedeeltelijk blind. Hij vestigde zich in Glen Allan, Mississippi en deed ondanks zijn zichtproblemen wat landbouw, maar bleef ook muziek spelen en optreden, soms met zijn broers. Hij verhuisde naar Memphis, Tennessee, en werkte in de jaren 1940 buiten de muziekindustrie.

## Overlijden
Carter kreeg beroertes en overleed aan een hersenbloeding in het Shelby County Hospital in Memphis op 21 september 1964 op 70-jarige leeftijd. Hij ligt begraven op Nitta Yuma Cemetery, Sharkey County, Mississippi.

## Compilaties
- 1969: Greatest Hits 1930-1940 (Yazoo)
- 1973: Twist It Babe 1931-1940 (Yazoo)
- 1980: Banana In Your Fruit Basket (Yazoo)
- 1982: The Best of Bo Carter Vol. 1 1928-1940 (Earl Archives)
- 1987: Bo Carter 1931-1940 (Old Tramp)
- 1988: Bo Carter 1928-1938 (Document)
- 1989: The Rarest Bo Carter Vol. 2 1930-1938 (Earl Archives)
- 1991: Bo Carter Vol. 1-5 (Document)
- 2000: Bo Carter's Advice (Catfish)
- 2003: The Essential Bo Carter (Document)
- 2011: The Country Farm Blues (P-Vine)
- 2012: Bo Carter & The Mississippi Sheiks (JSP)

## Geselecteerde songs
- 1928: Corrine, Corrina (Brunswick)
- 1931: All Around Man (Bluebird)
- 1936: Your Biscuits Are Big Enough for Me
- 1938: Old Devil (Bluebird)

- Bibliothèque nationale de France: cb13926275f (data)
- Gemeinsame Normdatei: 13472819X
- International Standard Name Identifier: 0000 0003 6841 1749
- Library of Congress Control Number: n90724208
- MusicBrainz: cd0ff7b0-19a3-4b3a-b564-252acfd75523
- Système universitaire de documentation: 118390015
- Trove: 1128006
- Virtual International Authority File: 39564240
- WorldCat: E39PBJp9rPkT4Qm4JxRHf6KPQq